# Cercopagis (Cercopagis) micronyx
Cercopagis (Cercopagis) micronyx is een watervlooiensoort uit de familie van de Cercopagididae. De wetenschappelijke naam van de soort werd in 1897 voor het eerst geldig gepubliceerd door Georg Ossian Sars.